# Métrique de Poincaré
En mathématiques, et plus précisément en géométrie différentielle, la  métrique de Poincaré, due à  Henri Poincaré, est le  tenseur métrique décrivant une surface de  courbure négative constante. C'est la métrique naturelle utilisée pour des calculs en   géométrie hyperbolique ou sur des  surfaces de Riemann.
Deux représentations équivalentes sont le plus souvent utilisées en géométrie hyperbolique à deux dimensions : le demi-plan de Poincaré, modèle munissant d'une métrique  hyperbolique  le demi-plan (complexe) supérieur, et le disque de Poincaré, modèle défini sur le disque unité (le disque et le demi-plan  sont isométriques par une transformation conforme, et leurs isométries sont données par des transformations de Mobius). Par ailleurs, le disque épointé, muni d'une métrique hyperbolique induite par la fonction exponentielle  {\displaystyle q=\exp(i\pi \tau )} sur le demi-plan, est un exemple d'ouvert non simplement connexe (une couronne en l'occurrence) portant une métrique hyperbolique.

## Métriques sur une surface de Riemann
Une métrique sur le plan complexe peut généralement s'exprimer sous la forme :
{\displaystyle ds^{2}=\lambda ^{2}(z,{\overline {z}})\,dz\,d{\overline {z}}}
où λ est une fonction réelle positive de {\displaystyle z} et {\displaystyle {\overline {z}}}. La longueur de la courbe γ dans le plan complexe (pour cette métrique) est alors donné par :{\displaystyle l(\gamma )=\int _{\gamma }\lambda (z,{\overline {z}})\,|dz|}
L'aire d'un sous-ensemble du plan complexe (suffisamment régulier) est donnée par :
{\displaystyle {\text{Aire }}(M)=\int _{M}\lambda ^{2}(z,{\overline {z}})\,{\frac {i}{2}}\,dz\wedge d{\overline {z}}},
où {\displaystyle \wedge } est le produit extérieur (définissant en général la forme volume). Le déterminant de la métrique est égal à {\displaystyle \lambda ^{4}}, sa  racine carrée  est donc {\displaystyle \lambda ^{2}}. L'aire élémentaire déterminée par la métrique est  {\displaystyle dx\wedge dy} et donc 
{\displaystyle dz\wedge d{\overline {z}}=(dx+i\,dy)\wedge (dx-i\,dy)=-2i\,dx\wedge dy.}
Une fonction {\displaystyle \Phi (z,{\overline {z}})} est dite potentiel  métrique si 
{\displaystyle 4{\frac {\partial }{\partial z}}{\frac {\partial }{\partial {\overline {z}}}}\Phi (z,{\overline {z}})=\lambda ^{2}(z,{\overline {z}}).}
L'opérateur de Laplace-Beltrami est donné par :
{\displaystyle \Delta ={\frac {4}{\lambda ^{2}}}{\frac {\partial }{\partial z}}{\frac {\partial }{\partial {\overline {z}}}}={\frac {1}{\lambda ^{2}}}\left({\frac {\partial ^{2}}{\partial x^{2}}}+{\frac {\partial ^{2}}{\partial y^{2}}}\right).}
La courbure gaussienne de la métrique est donnée par 
{\displaystyle K=-\Delta \log \lambda .\,}
Cette courbure est la moitié de la courbure scalaire de Ricci.
Les isométries conservent les angles et les longueurs d'arcs. Sur une surface de Riemann, les isométries sont équivalentes à un changement de coordonnées ;  ainsi, l'opérateur de Laplace-Beltrami et les courbures sont tous invariants par isométrie. Ainsi, par exemple, si S est une surface de Riemann de métrique {\displaystyle \lambda ^{2}(z,{\overline {z}})\,dz\,d{\overline {z}}} et T est une surface de Riemann de métrique {\displaystyle \mu ^{2}(w,{\overline {w}})\,dw\,d{\overline {w}}}, alors la transformation :
{\displaystyle f:S\to T\,}
avec {\displaystyle f=w(z)} est une isométrie si et seulement si elle est conforme et si 
{\displaystyle \mu ^{2}(w,{\overline {w}})\;{\frac {\partial w}{\partial z}}{\frac {\partial {\overline {w}}}{\partial {\overline {z}}}}=\lambda ^{2}(z,{\overline {z}})}.
Ici, demander que  la transformation soit conforme revient à exiger :
{\displaystyle w(z,{\overline {z}})=w(z),}
c'est-à-dire,
{\displaystyle {\frac {\partial }{\partial {\overline {z}}}}w(z)=0.}

## Métrique et aire élémentaire dans le plan de  Poincaré
Le tenseur métrique de Poincaré dans le  demi-plan de Poincaré, demi-plan supérieur {\displaystyle \mathbb {H} } correspondant aux complexes de partie imaginaire positive, est donné par
{\displaystyle ds^{2}={\frac {dx^{2}+dy^{2}}{y^{2}}}={\frac {dz\,d{\overline {z}}}{y^{2}}}}
en posant {\displaystyle dz=dx+i\,dy.}
Ce tenseur métrique est  invariant sous l'action de  SL(2,R).  Autrement dit, notant
{\displaystyle z'=x'+iy'={\frac {az+b}{cz+d}}}
avec {\displaystyle ad-bc=1}, il s'avère que
{\displaystyle x'={\frac {ac(x^{2}+y^{2})+x(ad+bc)+bd}{|cz+d|^{2}}}}
et
{\displaystyle y'={\frac {y}{|cz+d|^{2}}}.}
Les éléments infinitésimaux se transforment ainsi :
{\displaystyle dz'={\frac {dz}{(cz+d)^{2}}}}
et donc
{\displaystyle dz'd{\overline {z}}'={\frac {dz\,d{\overline {z}}}{|cz+d|^{4}}}}
ce qui montre l'invariance du tenseur métrique sous l'action du groupe SL(2,R).
L'élément d'aire invariant est donné par
{\displaystyle d\mu ={\frac {dx\,dy}{y^{2}}}.}
La métrique est
{\displaystyle \rho (z_{1},z_{2})=2\tanh ^{-1}{\frac {|z_{1}-z_{2}|}{|z_{1}-{\overline {z_{2}}}|}}}
{\displaystyle \rho (z_{1},z_{2})=\log {\frac {|z_{1}-{\overline {z_{2}}}|+|z_{1}-z_{2}|}{|z_{1}-{\overline {z_{2}}}|-|z_{1}-z_{2}|}}}
pour {\displaystyle z_{1},z_{2}\in \mathbb {H} }.
Une autre forme intéressante de la métrique fait intervenir  le  birapport.   Étant donnés quatre points {\displaystyle z_{1}}, {\displaystyle z_{2}}, {\displaystyle z_{3}} et {\displaystyle z_{4}} sur la  sphère de Riemann {\displaystyle {\hat {\mathbb {C} }}=\mathbb {C} \cup \infty } (le plan complexe auquel on ajoute un point à l'infini), le birapport de ces points est défini par
{\displaystyle (z_{1},z_{2};z_{3},z_{4})={\frac {(z_{1}-z_{2})(z_{3}-z_{4})}{(z_{2}-z_{3})(z_{4}-z_{1})}}.}
La métrique peut alors s'écrire
{\displaystyle \rho (z_{1},z_{2})=\ln(z_{1},z_{2}^{\times };z_{2},z_{1}^{\times }).}
Ici, {\displaystyle z_{1}^{\times }} et {\displaystyle z_{2}^{\times }} sont les extrémités (sur l'axe des réels) de la géodésique reliant {\displaystyle z_{1}} et {\displaystyle z_{2}}, numérotés de telle sorte que  {\displaystyle z_{1}} soit situé entre   {\displaystyle z_{1}^{\times }} et {\displaystyle z_{2}}.
Les géodésiques pour cette métrique sont les arcs de cercles perpendiculaires à l'axe des réels, c'est-à-dire des demi-cercles centrés sur cet axe, et les demi-droites  perpendiculaires à cet axe.

## Application conforme du demi-plan vers le disque
Le demi-plan supérieur est en bijection conforme avec le disque unité par l'intermédiaire de la transformation de Möbius
{\displaystyle w=e^{i\phi }{\frac {z-z_{0}}{z-{\overline {z_{0}}}}}}
où  w est le point du disque unité correspondant au point z du demi-plan.  La constante z0 peut être n'importe quel point du demi-plan, qui sera envoyé sur le centre du disque. L'axe des réels {\displaystyle \Im z=0} a pour image le cercle unité {\displaystyle |w|=1.} (à l'exception du point 1, image du point à l'infini). La constante réelle {\displaystyle \phi } correspond à une rotation du disque.
L'application canonique
{\displaystyle w={\frac {iz+1}{z+i}}}
(voir l'article Transformation de Cayley) envoie i sur l'origine (le centre du disque), et 0 sur le point -i.

## Métrique et aire élémentaire dans le disque de  Poincaré
Le tenseur métrique de Poincaré dans le disque de  Poincaré est donné sur le disque unité ouvert   {\displaystyle U=\{z=x+iy:|z|={\sqrt {x^{2}+y^{2}}}<1\}} par
{\displaystyle ds^{2}=4{\frac {dx^{2}+dy^{2}}{(1-(x^{2}+y^{2}))^{2}}}=4{\frac {dz\,d{\overline {z}}}{(1-|z|^{2})^{2}}}.}
L'élément d'aire est donné par
{\displaystyle d\mu ={\frac {4dx\,dy}{(1-(x^{2}+y^{2}))^{2}}}={\frac {4dx\,dy}{(1-|z|^{2})^{2}}},}
et la distance entre deux points  {\displaystyle z_{1},z_{2}\in U} par
{\displaystyle \rho (z_{1},z_{2})=2\tanh ^{-1}\left|{\frac {z_{1}-z_{2}}{1-z_{1}{\overline {z_{2}}}}}\right|}.
Les géodésiques sont des arcs de cercles orthogonaux (en leurs extrémités) au cercle unité frontière du disque.

## Le disque épointé

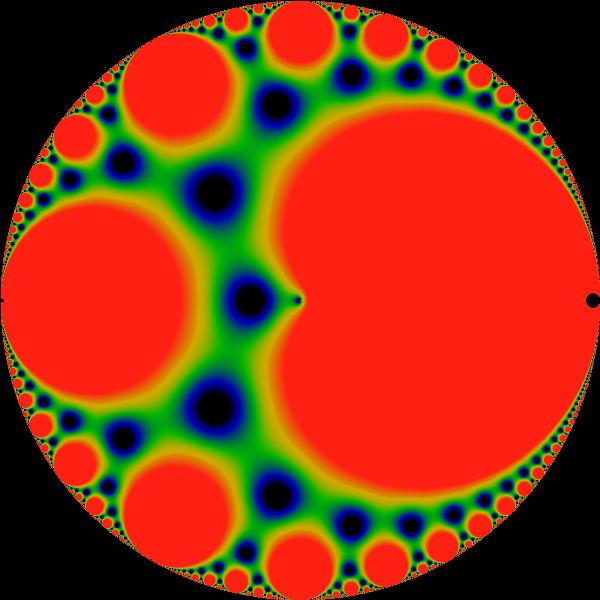
J-invariant dans les coordonnées du disque épointé.

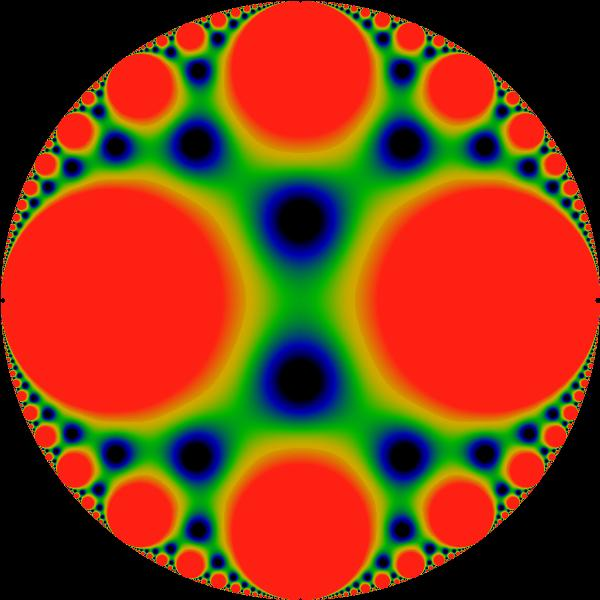
J-invariant dans les coordonnées du disque de Poincaré ; on remarquera que ce disque est tourné de 90° par rapport aux coordonnées canoniques données dans le corps de l'article

Une application  importante définie sur le demi-plan est l'application  appliquant le demi-plan {\displaystyle \mathbb {H} } sur le disque
épointé {\displaystyle \{z:0<|z|<1\}} via la fonction exponentielle
{\displaystyle q=\exp(i\pi \tau )}.
Dans la théorie des fonctions elliptiques et de la fonction modulaire, la variable   q est  le nome (en) et τ le  demi-rapport des périodes. 
La métrique de Poincaré du demi-plan induit une métrique sur le  q-disque
{\displaystyle ds^{2}={\frac {4}{|q|^{2}(\log |q|^{2})^{2}}}dq\,d{\overline {q}}},
dont le potentiel est
{\displaystyle \Phi (q,{\overline {q}})=4\log \log |q|^{-2}}.

## Lemme de Schwarz
La métrique de Poincaré est une application contractante sur les  fonctions harmoniques. Ce résultat est une généralisation du lemme de Schwarz, appelée le théorème de Schwarz-Alhfors-Pick (en).